# Eddy Van Butsele
Eddy Van Butsele, född 13 juli 1947, är en friidrottare från Belgien. Han deltog vid olympiska sommarspelen 1968.